# Verein für Leibesübungen Wolfsburg 2017-2018 (femminile)
Questa voce raccoglie le informazioni riguardanti la squadra femminile del Verein für Leibesübungen Wolfsburg nelle competizioni ufficiali della stagione 2017-2018.

## Stagione
La stagione 2017-2018 della squadra femminile del VfL Wolfsburg è partita col ritiro dall'attività agonistica di Stephanie Bunte e le partenze di Élise Bussaglia e Julia Šimić. In estate è arrivata la sola Katharina Baunach dal Bayern Monaco, mentre nella sessione invernale di mercato sono arrivate dalla Svezia tre centrocampiste: Ella Masar, Kristine Minde e Cláudia Neto.
In Frauen-Bundesliga il Wolfsburg ha vinto il suo quarto titolo, il secondo consecutivo. Il campionato è stato concluso con 56 punti, frutto di 18 vittorie, due pareggi e due sconfitte, e tre punti di vantaggio sul Bayern Monaco, secondo classificato. Eccetto le due giornate seguite alla sconfitta subita in casa del Friburgo alla settima giornata, il Wolfsburg è stato al primo posto per quasi tutto il campionato, vincendo il titolo il 13 maggio 2018 con la vittoria sul SGS Essen per 2-0. La squadra è arrivata in finale di DFB-Pokal der Frauen, superando il Bayern Monaco ai tiri di rigore, dopo che i tempi regolamentari si erano conclusi a reti inviolate.

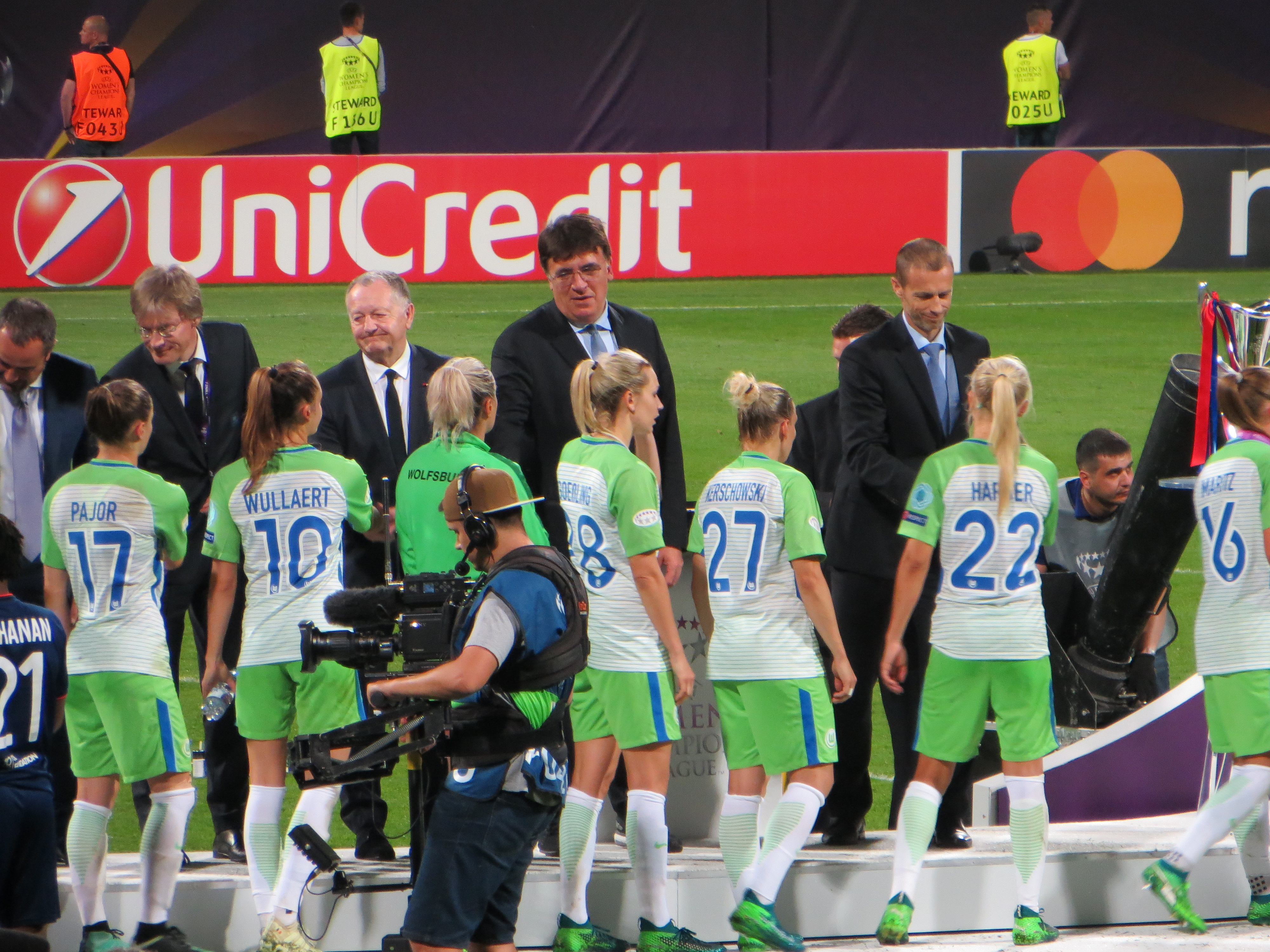
Le calciatrici del Wolfsburg ricevono le medaglie per il secondo posto in Women's Champions League.

In UEFA Women's Champions League il Wolfsburg è arrivato fino in finale, dove è stato sconfitto dell'Olympique Lione per 4-1 dopo i tempi supplementari, coi tempi regolamentari chiusi sullo 0-0 e nonostante fosse passato in vantaggio dopo tre minuti grazie alla rete di Pernille Harder. Nei turni precedenti il Wolfsburg aveva eliminato in sequenza: le spagnole dell'Atlético Madrid nei sedicesimi, le italiane della Fiorentina negli ottavi, le ceche dello Slavia Praga nei quarti e le inglesi del Chelsea in semifinale.

## Divise e sponsor
Le tenute di gioco sono le stesse del Wolfsburg maschile. Il main sponsor era l'azienda proprietaria della società, la casa automobilistica Volkswagen tramite l'iconico marchio VW stampato sulla parte anteriore della maglietta, mentre quello tecnico, fornitore delle tenute di gioco, era Nike.
| Casa | Trasferta | Terza divisa |

## Organigramma societario
Area tecnica
- Allenatore: Stephan Lerch
- Vice allenatore: Britta Carlson
- Vice allenatore: Ariane Hingst
- Preparatore dei portieri: Frank Pichatzek, Patrick Platins

## Rosa
Rosa come da sito societario.
| N. |                       | Ruolo | Calciatrice              |
| -- | --------------------- | ----- | ------------------------ |
| 1  | Germania (bandiera)   | P     | Almuth Schult            |
| 2  | Germania (bandiera)   | D     | Luisa Wensing            |
| 3  | Ungheria (bandiera)   | C     | Zsanett Jakabfi          |
| 4  | Svezia (bandiera)     | D     | Nilla Fischer            |
| 5  | Australia (bandiera)  | D     | Emily van Egmond         |
| 5  | Portogallo (bandiera) | C     | Cláudia Neto             |
| 6  | Germania (bandiera)   | D     | Katharina Baunach        |
| 7  | Islanda (bandiera)    | C     | Sara Björk Gunnarsdóttir |
| 8  | Germania (bandiera)   | D     | Babett Peter             |
| 9  | Germania (bandiera)   | C     | Anna Blässe              |
| 10 | Belgio (bandiera)     | A     | Tessa Wullaert           |
| 11 | Germania (bandiera)   | A     | Alexandra Popp           |
| 12 | Germania (bandiera)   | P     | Jana Burmeister          |
| 14 | Germania (bandiera)   | D     | Meret Wittje             |

| N. |                        | Ruolo | Calciatrice            |
| -- | ---------------------- | ----- | ---------------------- |
| 16 | Svizzera (bandiera)    | D     | Noelle Maritz          |
| 17 | Polonia (bandiera)     | A     | Ewa Pajor              |
| 18 | Svizzera (bandiera)    | C     | Vanessa Bernauer       |
| 19 | Norvegia (bandiera)    | C     | Kristine Minde         |
| 21 | Svizzera (bandiera)    | C     | Lara Dickenmann        |
| 22 | Danimarca (bandiera)   | A     | Pernille Harder        |
| 23 | Norvegia (bandiera)    | A     | Marie Markussen        |
| 24 | Germania (bandiera)    | D     | Maria-Joelle Wedemeyer |
| 26 | Norvegia (bandiera)    | C     | Caroline Graham Hansen |
| 27 | Germania (bandiera)    | C     | Isabel Kerschowski     |
| 28 | Germania (bandiera)    | C     | Lena Goeßling          |
| 29 | Germania (bandiera)    | P     | Merle Frohms           |
| 30 | Stati Uniti (bandiera) | C     | Ella Masar             |
|    | Germania (bandiera)    | C     | Anna-Lena Stolze       |

## Calciomercato

### Sessione estiva
| Acquisti | Acquisti          | Acquisti      | Acquisti   |
| R.       | Nome              | da            | Modalità   |
| -------- | ----------------- | ------------- | ---------- |
| D        | Katharina Baunach | Bayern Monaco | definitivo |

| Cessioni | Cessioni         | Cessioni   | Cessioni      |
| R.       | Nome             | a          | Modalità      |
| -------- | ---------------- | ---------- | ------------- |
| P        | Jennifer Martens |            | svincolata    |
| D        | Stephanie Bunte  |            | fine carriera |
| D        | Johanna Tietge   | Sand       | definitivo    |
| C        | Élise Bussaglia  | Barcellona | definitivo    |
| C        | Julia Šimić      | Friburgo   | definitivo    |

### Sessione invernale
| Acquisti | Acquisti       | Acquisti  | Acquisti   |
| R.       | Nome           | da        | Modalità   |
| -------- | -------------- | --------- | ---------- |
| C        | Ella Masar     | Rosengård | definitivo |
| C        | Kristine Minde | Linköping | definitivo |
| C        | Cláudia Neto   | Linköping | definitivo |

| Cessioni | Cessioni               | Cessioni       | Cessioni   |
| R.       | Nome                   | a              | Modalità   |
| -------- | ---------------------- | -------------- | ---------- |
| D        | Emily van Egmond       | Newcastle Jets | definitivo |
| A        | Marie Dølvik Markussen | Vålerenga      | definitivo |

## Risultati

### Frauen-Bundesliga

#### Girone di andata
| Arbitro: | Rafalski (Baunatal) |

|                                                                                |           |  |
| Pajor 32’ Graham Hansen 44’ Harder 49’, 65’ Breitner 57’ (rig.) Van Egmond 90’ | Marcatori |  |

| Arbitro: | Heimann (Gladbeck) |

|  |           |                                            |
|  | Marcatori | 50’ Harder 68’ Popp 80’ Maritz 84’ Jakabfi |

| Arbitro: | Derlin (Bad Schwartau) |

|                                     |           |  |
| Jakabfi 22’, 75’ Popp 33’, 39’, 83’ | Marcatori |  |

| Arbitro: | Biehl (Siesbach) |

|  |           |           |
|  | Marcatori | 33’ Peter |

| Arbitro: | Wozniak (Herne) |

|                               |           |                |
| Schmitz 14’ (aut.) Harder 73’ | Marcatori | 20’, 77’ Kemme |

| Arbitro: | Schwermer (Rieder) |

|                              |           |                   |
| Wullaert 16’ Harder 51’, 81’ | Marcatori | 49’, 55’ Hausicke |

| Arbitro: | Heimann (Gladbeck) |

|          |           |  |
| Gwinn 8’ | Marcatori |  |

| Arbitro: | Söder (Ingolstadt) |

|            |           |  |
| Harder 12’ | Marcatori |  |

| Arbitro: | Michel (Gau-Odernheim) |

|  |           |                                                   |
|  | Marcatori | 13’ Pajor 29’ Wullaert 58’ Gunnarsdóttir 85’ Popp |

| Arbitro: | Rafalski (Baunatal) |

|                                    |           |                 |
| Pajor 2’ Gunnarsdóttir 5’ Popp 32’ | Marcatori | 18’ Damnjanović |

| Arbitro: | Weigelt (Lipsia) |

|  |           |                                                       |
|  | Marcatori | 50’, 57’, 69’, 72’ Harder 53’ Peter 87’ Graham Hansen |

#### Girone di ritorno
| Arbitro: | Appelmann (Alzey) |

|  |           |            |
|  | Marcatori | 15’ Harder |

| Arbitro: | Derlin (Bad Schwartau) |

|                        |           |  |
| Harder 38’ Jakabfi 82’ | Marcatori |  |

| Arbitro: | Wacker (Lehrensteinsfeld) |

|  |           |                                                   |
|  | Marcatori | 8’ Popp 25’ Wullaert 48’ Gunnarsdóttir 63’ Harder |

| Arbitro: | Weigelt (Lipsia) |

|            |           |  |
| Harder 18’ | Marcatori |  |

| Arbitro: | Kunkel (Amburgo) |

|  |           |                   |
|  | Marcatori | 65’ Graham Hansen |

| Arbitro: | Heimann (Gladbeck) |

|  |           |                                       |
|  | Marcatori | 13’, 43’, 66’, 87’ Jakabfi 18’ McLeod |

| Arbitro: | Kunkel (Amburgo) |

|                     |           |  |
| Harder 5’ Pajor 33’ | Marcatori |  |

| Arbitro: | Wozniak (Herne) |

|  |           |                           |
|  | Marcatori | 31’ Dickenmann 56’ Harder |

| Arbitro: | Weigelt (Lipsia) |

|                 |           |  |
| McLeod 55’, 60’ | Marcatori |  |

| Arbitro: | Wacker (Lehrensteinsfeld) |

|                           |           |             |
| Škorvánková 18’ Rolfö 36’ | Marcatori | 48’ Jakabfi |

| Wolfsburg 3 giugno 2018, ore 14:00 CEST 22ª giornata | Wolfsburg         | 0 – 0 referto | Colonia | AOK Stadion (2 923 spett.)\| Arbitro: \| Appelmann (Alzey) \| |
| Arbitro:                                             | Appelmann (Alzey) |               |         |                                                               |

### DFB-Pokal der Frauen
| Arbitro: | Wozniak (Herne) |

|  |           |                                                          |
|  | Marcatori | 27’ Dickenmann 30’ Gunnarsdóttir 73’ Masar 74’, 81’ Popp |

| Arbitro: | Heimann (Gladbeck) |

|                        |           |                  |
| Graham Hansen 61’, 66’ | Marcatori | 79’ (rig.) Meyer |

| Arbitro: | Soder (Ingolstadt) |

|                                                     |           |             |
| Graham Hansen 17’ Harder 42’, 47’ Gunnarsdóttir 86’ | Marcatori | 58’ Freutel |

| Arbitro: | Stolz (Pritzwalk) |

|                                                |                      |                                           |
| Kerschowski Jakabfi Masar Harder Graham Hansen | Tiri di rigore 3 – 2 | Behringer Demann Islacker Voňková Laudehr |

### UEFA Women's Champions League
| Arbitro: | Guillemin |

|  |           |                                          |
|  | Marcatori | 47’ Harder 78’ (aut.) Meseguer 87’ Pajor |

| Arbitro: | Lavrenovaitė |

| |           |                                  |
| Popp 2’, 15’, 16’ Gunnarsdóttir 8’ Harder 29’, 49’ Dickenmann 33’, 44’ Soares 41’ (aut.) Wullaert 57’, 83’ Graham Hansen 69’ | Marcatori | 31’ Ludmila 76’ (aut.) Wedemeyer |

| Arbitro: | Persson |

|  |           |                                            |
|  | Marcatori | 49’, 60’ Gunnarsdóttir 54’ Harder 73’ Popp |

| Arbitro: | Monzul' |

|                                     |           |                                 |
| Wullaert 30’, 32’ Gunnarsdóttir 71’ | Marcatori | 2’ Mauro 60’ Rinaldi 81’ Brazil |

| Arbitro: | Guillemin |

|                                                               |           |  |
| Harder 12’, 58’ Graham Hansen 13’ Gunnarsdóttir 39’ Pajor 85’ | Marcatori |  |

| Arbitro: | Lehtovaara |

|              |           |           |
| Divišová 30’ | Marcatori | 68’ Pajor |

| Arbitro: | Staubli |

|              |           |                                                    |
| Ji So-yun 3’ | Marcatori | 18’ Gunnarsdóttir 43’ (aut.) Bright 66’ Dickenmann |

| Arbitro: | Zadinová |

|                      |           |  |
| Harder 69’ Pajor 78’ | Marcatori |  |

| Arbitro: | Adámková |

|            |           |                                                   |
| Harder 93’ | Marcatori | 98’ Henry 99’ Le Sommer 103’ Hegerberg 116’ Abily |

## Statistiche

### Statistiche di squadra
| Competizione         | Punti | In casa | In casa | In casa | In casa | In casa | In casa | In trasferta | In trasferta | In trasferta | In trasferta | In trasferta | In trasferta | Totale | Totale | Totale | Totale | Totale | Totale | DR  |
| Competizione         | Punti | G       | V       | N       | P       | Gf      | Gs      | G            | V            | N            | P            | Gf           | Gs           | G      | V      | N      | P      | Gf     | Gs     | DR  |
| -------------------- | ----- | ------- | ------- | ------- | ------- | ------- | ------- | ------------ | ------------ | ------------ | ------------ | ------------ | ------------ | ------ | ------ | ------ | ------ | ------ | ------ | --- |
| Frauen-Bundesliga    | 56    | 11      | 9       | 2       | 0       | 27      | 5       | 11           | 9            | 0            | 2            | 29           | 3            | 22     | 18     | 2      | 2      | 56     | 8      | +48 |
| DFB-Pokal der Frauen | -     | 2       | 2       | 0       | 0       | 6       | 2       | 1            | 1            | 0            | 0            | 5            | 0            | 4      | 3      | 1      | 0      | 11     | 2      | +9  |
| Champions League     | -     | 4       | 2       | 2       | 0       | 18      | 6       | 4            | 4            | 0            | 0            | 15           | 1            | 9      | 8      | 0      | 1      | 34     | 11     | +23 |
| Totale               | -     | 17      | 13      | 4       | 0       | 51      | 13      | 16           | 14           | 0            | 2            | 49           | 4            | 35     | 29     | 3      | 3      | 101    | 21     | +80 |

### Andamento in campionato
| Giornata  | 1 | 2 | 3 | 4 | 5 | 6 | 7 | 8 | 9 | 10 | 11 | 12 | 13 | 14 | 15 | 16 | 17 | 18 | 19 | 20 | 21 | 22 |
| --------- | - | - | - | - | - | - | - | - | - | -- | -- | -- | -- | -- | -- | -- | -- | -- | -- | -- | -- | -- |
| Luogo     | C | T | C | T | C | C | T | C | T | C  | T  | T  | C  | T  | C  | T  | T  | C  | T  | C  | T  | C  |
| Risultato | V | V | V | V | N | V | P | V | V | V  | V  | V  | V  | V  | V  | V  | V  | V  | V  | V  | P  | N  |
| Posizione | 1 | 1 | 1 | 1 | 1 | 1 | 3 | 2 | 1 | 1  | 1  | 1  | 1  | 1  | 1  | 1  | 1  | 1  | 1  | 1  | 1  | 1  |

Legenda:

Luogo: C = Casa; T = Trasferta. Risultato: V = Vittoria; N = Pareggio; P = Sconfitta.

### Statistiche delle giocatrici
| Giocatore        | Frauen-Bundesliga | Frauen-Bundesliga | Frauen-Bundesliga | Frauen-Bundesliga | DFB-Pokal der Frauen | DFB-Pokal der Frauen | DFB-Pokal der Frauen | DFB-Pokal der Frauen | Champions League | Champions League | Champions League | Champions League | Totale   | Totale | Totale      | Totale     |
| Giocatore        | Presenze          | Reti              | Ammonizioni       | Espulsioni        | Presenze             | Reti                 | Ammonizioni          | Espulsioni           | Presenze         | Reti             | Ammonizioni      | Espulsioni       | Presenze | Reti   | Ammonizioni | Espulsioni |
| ---------------- | ----------------- | ----------------- | ----------------- | ----------------- | -------------------- | -------------------- | -------------------- | -------------------- | ---------------- | ---------------- | ---------------- | ---------------- | -------- | ------ | ----------- | ---------- |
| K. Baunach       | 5                 | 0                 | 0                 | 0                 | 0                    | 0                    | 0                    | 0                    | 2                | 0                | 0                | 0                | 7        | 0      | 0           | 0          |
| V. Bernauer      | 8                 | 0                 | 0                 | 0                 | 2                    | 0                    | 0                    | 0                    | 4                | 0                | 0                | 0                | 14       | 0      | 0           | 0          |
| A. Blässe        | 17                | 1                 | 1                 | 0                 | 5                    | 0                    | 0                    | 0                    | 8                | 0                | 0                | 0                | 30       | 1      | 1           | 0          |
| J. Burmeister    | 0                 | 0                 | 0                 | 0                 | 0                    | 0                    | 0                    | 0                    | 0                | 0                | 0                | 0                | 0        | 0      | 0           | 0          |
| L. Dickenmann    | 17                | 1                 | 0                 | 0                 | 2                    | 1                    | 0                    | 0                    | 8                | 3                | 0                | 0                | 27       | 5      | 0           | 0          |
| F. Fiebig        | -                 | -                 | -                 | -                 | 1                    | 0                    | 0                    | 0                    | -                | -                | -                | -                | 1        | 0      | 0           | 0          |
| N. Fischer       | 18                | 0                 | 0                 | 0                 | 4                    | 0                    | 0                    | 0                    | 8                | 0                | 1                | 0                | 30       | 0      | 1           | 0          |
| M. Frohms        | 1                 | 0                 | 0                 | 0                 | 1                    | 0                    | 0                    | 0                    | 0                | 0                | 0                | 0                | 2        | 0      | 0           | 0          |
| L. Goeßling      | 19                | 0                 | 0                 | 0                 | 4                    | 0                    | 0                    | 0                    | 9                | 0                | 0                | 0                | 32       | 0      | 0           | 0          |
| C. Graham Hansen | 20                | 3                 | 0                 | 0                 | 3                    | 3                    | 0                    | 0                    | 8                | 2                | 0                | 0                | 31       | 8      | 0           | 0          |
| S. Gunnarsdóttir | 19                | 3                 | 2                 | 0                 | 4                    | 2                    | 2                    | 0                    | 9                | 6                | 0                | 0                | 32       | 11     | 4           | 0          |
| P. Harder        | 21                | 17                | 0                 | 0                 | 3                    | 2                    | 0                    | 0                    | 8                | 8                | 0                | 0                | 32       | 27     | 0           | 0          |
| Z. Jakabfi       | 15                | 9                 | 0                 | 0                 | 5                    | 0                    | 1                    | 0                    | 6                | 0                | 0                | 0                | 26       | 9      | 1           | 0          |
| I. Kerschowski   | 7                 | 0                 | 0                 | 0                 | 4                    | 0                    | 0                    | 0                    | 5                | 0                | 0                | 0                | 16       | 0      | 0           | 0          |
| N. Maritz        | 18                | 1                 | 1                 | 0                 | 5                    | 0                    | 1                    | 0                    | 9                | 0                | 2                | 0                | 32       | 1      | 4           | 0          |
| M. Markussen     | 0                 | 0                 | 0                 | 0                 | -                    | -                    | -                    | -                    | -                | -                | -                | -                | 0        | 0      | 0           | 0          |
| E. Masar         | 9                 | 3                 | 3                 | 1                 | 4                    | 1                    | 0                    | 0                    | 0                | 0                | 0                | 0                | 13       | 4      | 3           | 1          |
| K. Minde         | 5                 | 0                 | 0                 | 0                 | 2                    | 0                    | 0                    | 0                    | 0                | 0                | 0                | 0                | 7        | 0      | 0           | 0          |
| C. Neto          | 11                | 0                 | 0                 | 0                 | 3                    | 0                    | 0                    | 0                    | 0                | 0                | 0                | 0                | 14       | 0      | 0           | 0          |
| E. Pajor         | 15                | 4                 | 0                 | 0                 | 3                    | 3                    | 1                    | 0                    | 7                | 4                | 0                | 0                | 25       | 11     | 1           | 0          |
| B. Peter         | 13                | 2                 | 0                 | 0                 | 2                    | 0                    | 0                    | 0                    | 4                | 0                | 0                | 0                | 19       | 2      | 0           | 0          |
| A. Popp          | 18                | 7                 | 3                 | 0                 | 3                    | 2                    | 0                    | 0                    | 9                | 4                | 2                | 1                | 30       | 13     | 5           | 1          |
| A. Schult        | 21                | -8                | 0                 | 0                 | 4                    | -4                   | 0                    | 0                    | 9                | -11              | 0                | 0                | 34       | -23    | 0           | 0          |
| A. Stolze        | 1                 | 0                 | 0                 | 0                 | 0                    | 0                    | 0                    | 0                    | 1                | 0                | 0                | 0                | 2        | 0      | 0           | 0          |
| E. van Egmond    | 1                 | 1                 | 0                 | 0                 | 1                    | 1                    | 0                    | 0                    | 0                | 0                | 0                | 0                | 2        | 2      | 0           | 0          |
| M. Wedemeyer     | 9                 | 0                 | 0                 | 0                 | 2                    | 0                    | 1                    | 0                    | 4                | 0                | 0                | 0                | 15       | 0      | 1           | 0          |
| L. Wensing       | 1                 | 0                 | 0                 | 0                 | 1                    | 1                    | 0                    | 0                    | 0                | 0                | 0                | 0                | 2        | 1      | 0           | 0          |
| M. Wittje        | 0                 | 0                 | 0                 | 0                 | 1                    | 0                    | 0                    | 0                    | 0                | 0                | 0                | 0                | 1        | 0      | 0           | 0          |
| T. Wullaert      | 15                | 3                 | 3                 | 1                 | 2                    | 1                    | 0                    | 0                    | 8                | 4                | 0                | 0                | 25       | 8      | 3           | 1          |